# Tribhanga

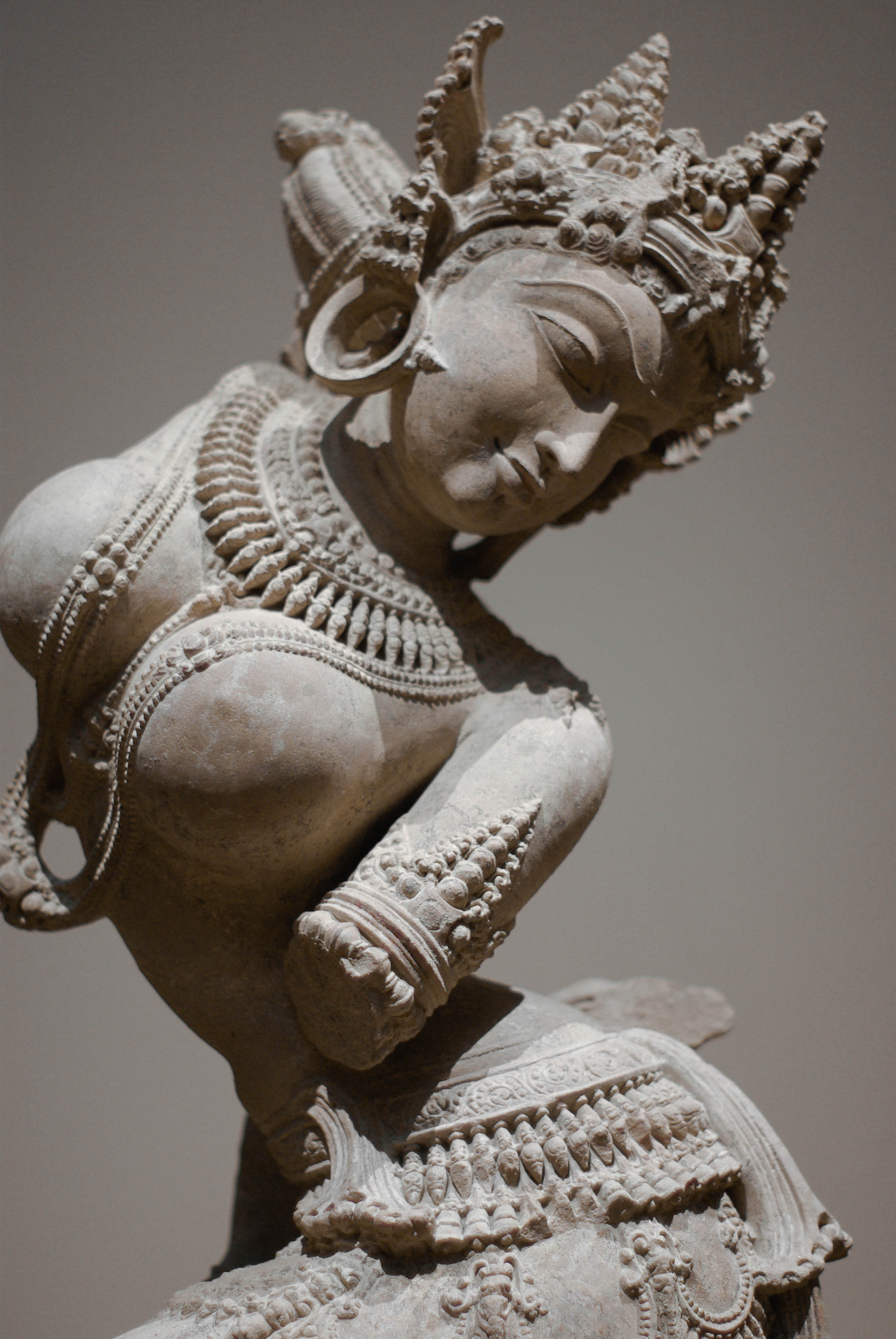
Apsara w pozie tribhanga

Tribhanga - konwencja w starożytnej sztuce indyjskiej, polegająca na ukazywaniu ciała ludzkiego w specyficznie wygiętej pozie. Sama nazwa dosłownie znaczy "trój-zgięcie" i dokładnie oddaje istotę tej maniery. Najczęściej stosowano tę konwencję w rzeźbach postaci kobiecych, jakszi, apsar i innych boginek.